# Kloster Le Breuil-Benoît
Das Kloster Le Breuil-Benoît (Brolium Benedicti) ist eine ehemalige Zisterziensermönchsabtei in Frankreich. Es lag in der Gemeinde Marcilly-sur-Eure im Département Eure, Region Normandie, rund zehn Kilometer westlich von Dreux, am linken Ufer des Flusses Eure.

## Geschichte
Das im Jahr 1137 von Foulques, dem Herrn von Marcilly, und seinem Sohn Guillaume auf Grund eines Gelübdes im Heiligen Land gestiftete und mit Mönchen aus Kloster Vaux-de-Cernay besetzte Kloster gehörte der Kongregation von Savigny an. Es schloss sich, nachdem von ihm im Jahr 1140 die Gründung des Klosters La Trappe ausgegangen war, mit dieser im Jahr 1147 dem Zisterzienserorden an und unterstellte sich der Filiation der Primarabtei Clairvaux. Im Jahr 1421 besetzten die Truppen des Königs Heinrich V. von England das Kloster, setzten die Kirche in Brand, plünderten die Konventsgebäude und töteten die Mönche. 1762 zählte das in Kommende gefallene Kloster nurmehr zwei Mönche. In der französischen Revolution wurde die Abtei 1790 aufgelöst und teilweise abgebrochen. Seit 1993 ist sie als Monument historique klassifiziert.

## Bauten und Anlage
Von der in einem Park gelegenen Anlage sind das 1855 restaurierte, hoch aufragende, dreischiffige kreuzgratgewölbte gotische Langhaus zu sechs Jochen der zwischen 1190 und 1224 errichteten Kirche mit seiner Westfassade mit drei Lanzettfenstern, zwei Oculi und einem Doppeltor, die Westmauern des Querhauses mit ursprünglich drei quadratischen Jochen und die um einen Umgang halbkreisförmig angeordneten fünf Chorkapellen erhalten. Seit 1995 ist eine Restaurierung im Gang. Die Kirche ist die einzige noch aufrecht stehende Zisterzienserkirche in der Normandie. Als Herrenhaus umgebaut ist weiter das Abtshaus aus der Zeit um 1550 erhalten. Die übrigen Gebäude sind weitestgehend verschwunden.